# Asheboro
Asheboro è una città degli Stati Uniti d'America, situata nella Contea di Randolph nello Stato della Carolina del Nord.